# Diplomacia do interesse nacional
Intitulou-se de Diplomacia do Interesse Nacional (DIN) a política externa brasileira no período de 1969 a 1974.

## Contexto
Em 1969, Costa e Silva sofre um derrame, ficando impossibilitado de continuar na Presidência. Violando a Constituição de 1967, os ministros militares impedem o vice-presidente civil, Pedro Aleixo, de assumir o cargo através de um golpe palaciano, formando uma Junta Militar, a qual governou o país por dois meses, declarou vagos os cargos de presidente e vice-presidente, baixou uma nova Lei de Segurança Nacional mais rígida e arbitrária (estabelecia a pena de morte) e indicou Emílio Garrastazu Médici para presidente e Augusto Rademaker para vice-presidente.
A economia favorável, a repressão eficaz e a campanha pelo voto nulo levaram a redução da oposição legal ao regime. Cabe mencionar o fato interessante de que Médici não tinha gosto pelo exercício do poder, delegando-o a seus ministros. Assim, em um dos períodos mais repressivos da História do Brasil, o comando presidencial se encontrava dividido.
Nesse período, observou-se diversos sequestros patrocinados pela oposição, a fim de chamar atenção da população e da opinião pública internacional para a luta contra a ditadura, além de libertar lideranças políticas. Objetivos esses não alcançados, estabeleceu-se o combate ao movimento armado contra a ditadura, cujos membros eram chamados de terroristas pela ditadura, permitindo o aperfeiçoamento dos mecanismos de repressão e censura, obtendo êxito em isolar a oposição da população e em dizimá-la.
É essencial para a compreensão do período perceber que ele é marcado pelo Milagre Econômico, tendo como principal fator interno a maior capacidade do governo em arrecadar recursos, reduzindo o déficit público e a inflação, e como fatores externos a disponibilidade de recursos (empréstimos externos e aumento do investimento em capital estrangeiro), o aumento do comércio exterior e a diversificação das exportações.
No entanto, não se deve perder de perspectiva os pontos negativos do Milagre: excessiva dependência do sistema financeiro e do comércio internacional, maior necessidade de importados, maior concentração de renda (resultante do arrocho salarial) e disparidade entre o avanço econômico e o retardo nas políticas sociais (havia descaso com a população e com o meio ambiente). Destaca-se, com base em Vizentini, que apesar da maior concentração de renda, surgia uma nova classe média de técnicos e profissionais liberais que constituíam a base de legitimidade do regime.
Nesse governo, observou-se uma política de obras públicas, baseadas em grandes projetos como: Ponte Rio-Niterói, Itaipú, Transamazônica, Mobral (projeto de alfabetização) e Projeto Rondon. Houve também evolução nos meios de comunicação de massa — destaca-se a criação da Rede Globo — os quais auxiliaram na propaganda em favor do governo.
Observa-se no período o nacional-desenvolvimentismo no poder com traços de pré-imperialismo no plano interno e noção de poder nacional para fora, bem como a busca do projeto de Brasil Potência através do bom desempenho financeiro-comercial e diplomático no plano externo traduzido no modelo pragmático da Diplomacia do Interesse Nacional.

## Aspectos gerais
Durante esse período observa-se a influência de outros órgãos (diferentes do Itamaraty) na formulação da política externa, em alguns momentos, chegando a haver disputas entre eles.
De acordo com Gonçalves e Miyamoto, houve alterações na forma de conduzir a política externa, mas não uma revisão da estratégia geral; manteve-se o objetivo unânime entre os militares: tornar o Brasil uma grande potência. A contenção das divisões internas do regime (através da escolha de Médici) e o êxito do Milagre levaram os formuladores da política externa a acreditar que o desenvolvimento resultava apenas de fatores internos e que o caminho em busca dele é individual.
As tarefas principais da diplomacia consistiram na abertura de novos mercados, em aproximar o Brasil de países fornecedores de tecnologia e de matéria-prima necessários ao parque industrial brasileiro. As principais diretrizes da diplomacia do interesse nacional se resumem nos seguintes tópicos: 1) Brasil é contra a cristalização das posições de poder e a manutenção do status quo internacional; 2) quanto maior for o crescimento de um país, maior deve ser seu poder de decisão; 3) desenvolvimento é indispensável para a paz; 4) eliminar o subdesenvolvimento é responsabilidade de todos; 5) política externa deve ser global; 6) redução das desigualdades entre desenvolvidos e subdesenvolvidos; 7) rejeição do conceito de Terceiro Mundo; 8) vínculo entre segurança política e econômica.
A diplomacia do período teve por objetivo melhorar a posição do Brasil dentro do imperialismo e não em combatê-lo, caracterizando-se pelo abandono da solidariedade terceiro-mundista de Costa e Silva, pela melhoria nas relações com os EUA, pelo estreitamento de relações com outros pólos do capitalismo e pela divisão de atribuições entre bilateralismo e multilateralismo.
Em relação a esse binômio, enquanto o multilateralismo estava ligado a questões de ordem política econômica mundial e de diplomacia contestatória — as quais o Brasil não poderia enfrentar em âmbito bilateral — o bilateralismo se relacionava aos interesses materiais do país. Em síntese, pode-se afirmar que a DIN buscou tirar proveito das brechas do sistema internacional, enfatizando uma estratégia individual de inserção via bilateralismo, principalmente, com os países mais fracos.
Em busca de uma política externa realmente global, o Brasil estendeu e/ou aprofundou suas relações com diversas áreas, ainda que timidamente em alguns casos, como América Central, Caribe, Guianas, Japão, Alemanha Federal, Comunidade Econômica Europeia, países socialistas e África ocidental. Em relação a essa última, é importante a questão das províncias ultramarinas e do colonialismo relacionados com Portugal, demandando cautela nas relações do Brasil com esses. Embora o Brasil tenha apoiado Portugal nessa questão no início, houve, com o tempo, distanciamento do grupo colonialista. Em 1973, o Brasil posiciona-se contra o colonialismo e pede ação de Portugal. No entanto, a questão se encerrou com a Revolução dos Cravos em Portugal, depois da qual ela se retirou das colônias, tornando-as independentes.
Destaca-se, também, o abandono da posição de equidistância pró-Israel quanto ao conflito árabe-israelense, passando a dar maior apoio a Liga Árabe, em resposta à necessidade de ampliar as exportações e garantir fornecimento de petróleo ao país. Dentro desse quadro, ressalta-se o aumento da cooperação com Israel e o acordo de compra de petróleo com o Iraque cujo governo, em contrapartida, comprometia-se a facilitar a entrada de produtos brasileiros em valor correspondente ao petróleo vendido.

## Relações com os Estados Unidos
As relações com os EUA devem ser percebidas dentro de um contexto específico. A Guerra Fria se atenuava abrindo espaço para o antagonismo Norte-Sul, legitimando certas divergências com os EUA. Além disso, as mudanças quantitativas e qualitativas na economia brasileira reduziam a complementaridade entre os dois países, ampliando as áreas de choque.
Havia também a Doutrina Nixon, defendendo maior aproximação dos EUA, estabelecendo divisão de tarefas em termos de segurança a potências regionais aliadas. A ascensão da esquerda no Peru e no Chile e a situação de quase guerra civil na Argentina e no Uruguai geraram o quadro em que o Brasil era um aliado necessário para estabilizar a região.
É nesse contexto que Médici revisa a posição brasileira dos governos anteriores em relação aos EUA afirmando a busca de convergência das políticas dos dois países, sem que com isso se observe um alinhamento automático com os EUA.
Embora as relações com os EUA tivessem observado uma melhora no período, as antigas áreas de atrito ainda existiam (assinatura do TNP, empecilhos às exportações de café, questão nuclear e exportação de têxteis) e a essas se somava uma nova, a ampliação do Mar Territorial de doze para duzentas milhas náuticas em 1970.

## Relações com a América Latina
A DIN causou desconfiança na América Latina. As relações eram tensas com base no temor de que o Brasil fosse um gendarme dos EUA na região; tinha-se a imagem de um Brasil desejoso de poder hegemônico sul-americano.
Denunciou-se planos de intervenção militar caso a oposição armada assumisse o poder no Uruguai (Operação Trinta Horas), acusou-se o governo brasileiro de apoiar os golpes militares na Bolívia em 1971 e no Chile em 1973. Observava-se, assim, a tentativa de evitar a constituição de governos hostis ao regime e a aproximação maior desses países após os golpes.
As relações com a América Latina se basearam no bilateralismo e tiveram como objetivos a ampliação do comércio, a cooperação técnica e a celebração de acordos culturais para possibilitar uma futura cooperação técnica e econômica. O Brasil foi contra a criação de um Mercado Comum e procurou reforçar a Aliança Latino-Americana de Livre Comércio (ALALC).
As relações com a Argentina evoluíram da rivalidade à cooperação. Apesar das divergências quanto Itaipu — reforçava as relações com o Paraguai e respondia à necessidade brasileira de energia para manter seu crescimento econômico — que estava tendo dificuldades pelas pressões argentinas, houve diversos entendimentos entre os dois países, inclusive em relação a essa (Acordo de Nova Iorque).